# Zygia turneri
Zygia turneri är en ärtväxtart som först beskrevs av Mcvaugh, och fick sitt nu gällande namn av Rupert Charles Barneby och James Walter Grimes. Zygia turneri ingår i släktet Zygia och familjen ärtväxter. Inga underarter finns listade i Catalogue of Life.